# 扎里恰 (紹斯特卡區)
52°14′53″N 33°47′39″E / 52.24806°N 33.79417°E
扎里恰（烏克蘭語：Заріччя）是位於烏克蘭東北部的村莊，由蘇梅州紹斯特卡區的茲諾布-諾夫霍羅茨凱市鎮負責管轄。該村處於茲諾比夫卡河畔，距離新斯維特1公里，海拔高度165米，2001年人口33。